# Parany de Halosar
|   | a | b | c | d | e | f | g | h |   |
| 8 | a8 negres torre · b8 negres cavall · e8 negres rei · f8 negres alfil · h8 negres torre · a7 negres peó · b7 negres peó · c7 negres peó · e7 negres peó · f7 negres peó · g7 negres peó · h7 negres peó · f6 negres cavall · b4 negres dama · g4 negres alfil · c3 blanques cavall · e3 blanques alfil · f3 blanques dama · a2 blanques peó · b2 blanques peó · c2 blanques peó · g2 blanques peó · h2 blanques peó · c1 blanques rei · d1 blanques torre · f1 blanques alfil · g1 blanques cavall · h1 blanques torre | a8 negres torre · b8 negres cavall · e8 negres rei · f8 negres alfil · h8 negres torre · a7 negres peó · b7 negres peó · c7 negres peó · e7 negres peó · f7 negres peó · g7 negres peó · h7 negres peó · f6 negres cavall · b4 negres dama · g4 negres alfil · c3 blanques cavall · e3 blanques alfil · f3 blanques dama · a2 blanques peó · b2 blanques peó · c2 blanques peó · g2 blanques peó · h2 blanques peó · c1 blanques rei · d1 blanques torre · f1 blanques alfil · g1 blanques cavall · h1 blanques torre | a8 negres torre · b8 negres cavall · e8 negres rei · f8 negres alfil · h8 negres torre · a7 negres peó · b7 negres peó · c7 negres peó · e7 negres peó · f7 negres peó · g7 negres peó · h7 negres peó · f6 negres cavall · b4 negres dama · g4 negres alfil · c3 blanques cavall · e3 blanques alfil · f3 blanques dama · a2 blanques peó · b2 blanques peó · c2 blanques peó · g2 blanques peó · h2 blanques peó · c1 blanques rei · d1 blanques torre · f1 blanques alfil · g1 blanques cavall · h1 blanques torre | a8 negres torre · b8 negres cavall · e8 negres rei · f8 negres alfil · h8 negres torre · a7 negres peó · b7 negres peó · c7 negres peó · e7 negres peó · f7 negres peó · g7 negres peó · h7 negres peó · f6 negres cavall · b4 negres dama · g4 negres alfil · c3 blanques cavall · e3 blanques alfil · f3 blanques dama · a2 blanques peó · b2 blanques peó · c2 blanques peó · g2 blanques peó · h2 blanques peó · c1 blanques rei · d1 blanques torre · f1 blanques alfil · g1 blanques cavall · h1 blanques torre | a8 negres torre · b8 negres cavall · e8 negres rei · f8 negres alfil · h8 negres torre · a7 negres peó · b7 negres peó · c7 negres peó · e7 negres peó · f7 negres peó · g7 negres peó · h7 negres peó · f6 negres cavall · b4 negres dama · g4 negres alfil · c3 blanques cavall · e3 blanques alfil · f3 blanques dama · a2 blanques peó · b2 blanques peó · c2 blanques peó · g2 blanques peó · h2 blanques peó · c1 blanques rei · d1 blanques torre · f1 blanques alfil · g1 blanques cavall · h1 blanques torre | a8 negres torre · b8 negres cavall · e8 negres rei · f8 negres alfil · h8 negres torre · a7 negres peó · b7 negres peó · c7 negres peó · e7 negres peó · f7 negres peó · g7 negres peó · h7 negres peó · f6 negres cavall · b4 negres dama · g4 negres alfil · c3 blanques cavall · e3 blanques alfil · f3 blanques dama · a2 blanques peó · b2 blanques peó · c2 blanques peó · g2 blanques peó · h2 blanques peó · c1 blanques rei · d1 blanques torre · f1 blanques alfil · g1 blanques cavall · h1 blanques torre | a8 negres torre · b8 negres cavall · e8 negres rei · f8 negres alfil · h8 negres torre · a7 negres peó · b7 negres peó · c7 negres peó · e7 negres peó · f7 negres peó · g7 negres peó · h7 negres peó · f6 negres cavall · b4 negres dama · g4 negres alfil · c3 blanques cavall · e3 blanques alfil · f3 blanques dama · a2 blanques peó · b2 blanques peó · c2 blanques peó · g2 blanques peó · h2 blanques peó · c1 blanques rei · d1 blanques torre · f1 blanques alfil · g1 blanques cavall · h1 blanques torre | a8 negres torre · b8 negres cavall · e8 negres rei · f8 negres alfil · h8 negres torre · a7 negres peó · b7 negres peó · c7 negres peó · e7 negres peó · f7 negres peó · g7 negres peó · h7 negres peó · f6 negres cavall · b4 negres dama · g4 negres alfil · c3 blanques cavall · e3 blanques alfil · f3 blanques dama · a2 blanques peó · b2 blanques peó · c2 blanques peó · g2 blanques peó · h2 blanques peó · c1 blanques rei · d1 blanques torre · f1 blanques alfil · g1 blanques cavall · h1 blanques torre | 8 |
| 7 | a8 negres torre · b8 negres cavall · e8 negres rei · f8 negres alfil · h8 negres torre · a7 negres peó · b7 negres peó · c7 negres peó · e7 negres peó · f7 negres peó · g7 negres peó · h7 negres peó · f6 negres cavall · b4 negres dama · g4 negres alfil · c3 blanques cavall · e3 blanques alfil · f3 blanques dama · a2 blanques peó · b2 blanques peó · c2 blanques peó · g2 blanques peó · h2 blanques peó · c1 blanques rei · d1 blanques torre · f1 blanques alfil · g1 blanques cavall · h1 blanques torre | a8 negres torre · b8 negres cavall · e8 negres rei · f8 negres alfil · h8 negres torre · a7 negres peó · b7 negres peó · c7 negres peó · e7 negres peó · f7 negres peó · g7 negres peó · h7 negres peó · f6 negres cavall · b4 negres dama · g4 negres alfil · c3 blanques cavall · e3 blanques alfil · f3 blanques dama · a2 blanques peó · b2 blanques peó · c2 blanques peó · g2 blanques peó · h2 blanques peó · c1 blanques rei · d1 blanques torre · f1 blanques alfil · g1 blanques cavall · h1 blanques torre | a8 negres torre · b8 negres cavall · e8 negres rei · f8 negres alfil · h8 negres torre · a7 negres peó · b7 negres peó · c7 negres peó · e7 negres peó · f7 negres peó · g7 negres peó · h7 negres peó · f6 negres cavall · b4 negres dama · g4 negres alfil · c3 blanques cavall · e3 blanques alfil · f3 blanques dama · a2 blanques peó · b2 blanques peó · c2 blanques peó · g2 blanques peó · h2 blanques peó · c1 blanques rei · d1 blanques torre · f1 blanques alfil · g1 blanques cavall · h1 blanques torre | a8 negres torre · b8 negres cavall · e8 negres rei · f8 negres alfil · h8 negres torre · a7 negres peó · b7 negres peó · c7 negres peó · e7 negres peó · f7 negres peó · g7 negres peó · h7 negres peó · f6 negres cavall · b4 negres dama · g4 negres alfil · c3 blanques cavall · e3 blanques alfil · f3 blanques dama · a2 blanques peó · b2 blanques peó · c2 blanques peó · g2 blanques peó · h2 blanques peó · c1 blanques rei · d1 blanques torre · f1 blanques alfil · g1 blanques cavall · h1 blanques torre | a8 negres torre · b8 negres cavall · e8 negres rei · f8 negres alfil · h8 negres torre · a7 negres peó · b7 negres peó · c7 negres peó · e7 negres peó · f7 negres peó · g7 negres peó · h7 negres peó · f6 negres cavall · b4 negres dama · g4 negres alfil · c3 blanques cavall · e3 blanques alfil · f3 blanques dama · a2 blanques peó · b2 blanques peó · c2 blanques peó · g2 blanques peó · h2 blanques peó · c1 blanques rei · d1 blanques torre · f1 blanques alfil · g1 blanques cavall · h1 blanques torre | a8 negres torre · b8 negres cavall · e8 negres rei · f8 negres alfil · h8 negres torre · a7 negres peó · b7 negres peó · c7 negres peó · e7 negres peó · f7 negres peó · g7 negres peó · h7 negres peó · f6 negres cavall · b4 negres dama · g4 negres alfil · c3 blanques cavall · e3 blanques alfil · f3 blanques dama · a2 blanques peó · b2 blanques peó · c2 blanques peó · g2 blanques peó · h2 blanques peó · c1 blanques rei · d1 blanques torre · f1 blanques alfil · g1 blanques cavall · h1 blanques torre | a8 negres torre · b8 negres cavall · e8 negres rei · f8 negres alfil · h8 negres torre · a7 negres peó · b7 negres peó · c7 negres peó · e7 negres peó · f7 negres peó · g7 negres peó · h7 negres peó · f6 negres cavall · b4 negres dama · g4 negres alfil · c3 blanques cavall · e3 blanques alfil · f3 blanques dama · a2 blanques peó · b2 blanques peó · c2 blanques peó · g2 blanques peó · h2 blanques peó · c1 blanques rei · d1 blanques torre · f1 blanques alfil · g1 blanques cavall · h1 blanques torre | a8 negres torre · b8 negres cavall · e8 negres rei · f8 negres alfil · h8 negres torre · a7 negres peó · b7 negres peó · c7 negres peó · e7 negres peó · f7 negres peó · g7 negres peó · h7 negres peó · f6 negres cavall · b4 negres dama · g4 negres alfil · c3 blanques cavall · e3 blanques alfil · f3 blanques dama · a2 blanques peó · b2 blanques peó · c2 blanques peó · g2 blanques peó · h2 blanques peó · c1 blanques rei · d1 blanques torre · f1 blanques alfil · g1 blanques cavall · h1 blanques torre | 7 |
| 6 | a8 negres torre · b8 negres cavall · e8 negres rei · f8 negres alfil · h8 negres torre · a7 negres peó · b7 negres peó · c7 negres peó · e7 negres peó · f7 negres peó · g7 negres peó · h7 negres peó · f6 negres cavall · b4 negres dama · g4 negres alfil · c3 blanques cavall · e3 blanques alfil · f3 blanques dama · a2 blanques peó · b2 blanques peó · c2 blanques peó · g2 blanques peó · h2 blanques peó · c1 blanques rei · d1 blanques torre · f1 blanques alfil · g1 blanques cavall · h1 blanques torre | a8 negres torre · b8 negres cavall · e8 negres rei · f8 negres alfil · h8 negres torre · a7 negres peó · b7 negres peó · c7 negres peó · e7 negres peó · f7 negres peó · g7 negres peó · h7 negres peó · f6 negres cavall · b4 negres dama · g4 negres alfil · c3 blanques cavall · e3 blanques alfil · f3 blanques dama · a2 blanques peó · b2 blanques peó · c2 blanques peó · g2 blanques peó · h2 blanques peó · c1 blanques rei · d1 blanques torre · f1 blanques alfil · g1 blanques cavall · h1 blanques torre | a8 negres torre · b8 negres cavall · e8 negres rei · f8 negres alfil · h8 negres torre · a7 negres peó · b7 negres peó · c7 negres peó · e7 negres peó · f7 negres peó · g7 negres peó · h7 negres peó · f6 negres cavall · b4 negres dama · g4 negres alfil · c3 blanques cavall · e3 blanques alfil · f3 blanques dama · a2 blanques peó · b2 blanques peó · c2 blanques peó · g2 blanques peó · h2 blanques peó · c1 blanques rei · d1 blanques torre · f1 blanques alfil · g1 blanques cavall · h1 blanques torre | a8 negres torre · b8 negres cavall · e8 negres rei · f8 negres alfil · h8 negres torre · a7 negres peó · b7 negres peó · c7 negres peó · e7 negres peó · f7 negres peó · g7 negres peó · h7 negres peó · f6 negres cavall · b4 negres dama · g4 negres alfil · c3 blanques cavall · e3 blanques alfil · f3 blanques dama · a2 blanques peó · b2 blanques peó · c2 blanques peó · g2 blanques peó · h2 blanques peó · c1 blanques rei · d1 blanques torre · f1 blanques alfil · g1 blanques cavall · h1 blanques torre | a8 negres torre · b8 negres cavall · e8 negres rei · f8 negres alfil · h8 negres torre · a7 negres peó · b7 negres peó · c7 negres peó · e7 negres peó · f7 negres peó · g7 negres peó · h7 negres peó · f6 negres cavall · b4 negres dama · g4 negres alfil · c3 blanques cavall · e3 blanques alfil · f3 blanques dama · a2 blanques peó · b2 blanques peó · c2 blanques peó · g2 blanques peó · h2 blanques peó · c1 blanques rei · d1 blanques torre · f1 blanques alfil · g1 blanques cavall · h1 blanques torre | a8 negres torre · b8 negres cavall · e8 negres rei · f8 negres alfil · h8 negres torre · a7 negres peó · b7 negres peó · c7 negres peó · e7 negres peó · f7 negres peó · g7 negres peó · h7 negres peó · f6 negres cavall · b4 negres dama · g4 negres alfil · c3 blanques cavall · e3 blanques alfil · f3 blanques dama · a2 blanques peó · b2 blanques peó · c2 blanques peó · g2 blanques peó · h2 blanques peó · c1 blanques rei · d1 blanques torre · f1 blanques alfil · g1 blanques cavall · h1 blanques torre | a8 negres torre · b8 negres cavall · e8 negres rei · f8 negres alfil · h8 negres torre · a7 negres peó · b7 negres peó · c7 negres peó · e7 negres peó · f7 negres peó · g7 negres peó · h7 negres peó · f6 negres cavall · b4 negres dama · g4 negres alfil · c3 blanques cavall · e3 blanques alfil · f3 blanques dama · a2 blanques peó · b2 blanques peó · c2 blanques peó · g2 blanques peó · h2 blanques peó · c1 blanques rei · d1 blanques torre · f1 blanques alfil · g1 blanques cavall · h1 blanques torre | a8 negres torre · b8 negres cavall · e8 negres rei · f8 negres alfil · h8 negres torre · a7 negres peó · b7 negres peó · c7 negres peó · e7 negres peó · f7 negres peó · g7 negres peó · h7 negres peó · f6 negres cavall · b4 negres dama · g4 negres alfil · c3 blanques cavall · e3 blanques alfil · f3 blanques dama · a2 blanques peó · b2 blanques peó · c2 blanques peó · g2 blanques peó · h2 blanques peó · c1 blanques rei · d1 blanques torre · f1 blanques alfil · g1 blanques cavall · h1 blanques torre | 6 |
| 5 | a8 negres torre · b8 negres cavall · e8 negres rei · f8 negres alfil · h8 negres torre · a7 negres peó · b7 negres peó · c7 negres peó · e7 negres peó · f7 negres peó · g7 negres peó · h7 negres peó · f6 negres cavall · b4 negres dama · g4 negres alfil · c3 blanques cavall · e3 blanques alfil · f3 blanques dama · a2 blanques peó · b2 blanques peó · c2 blanques peó · g2 blanques peó · h2 blanques peó · c1 blanques rei · d1 blanques torre · f1 blanques alfil · g1 blanques cavall · h1 blanques torre | a8 negres torre · b8 negres cavall · e8 negres rei · f8 negres alfil · h8 negres torre · a7 negres peó · b7 negres peó · c7 negres peó · e7 negres peó · f7 negres peó · g7 negres peó · h7 negres peó · f6 negres cavall · b4 negres dama · g4 negres alfil · c3 blanques cavall · e3 blanques alfil · f3 blanques dama · a2 blanques peó · b2 blanques peó · c2 blanques peó · g2 blanques peó · h2 blanques peó · c1 blanques rei · d1 blanques torre · f1 blanques alfil · g1 blanques cavall · h1 blanques torre | a8 negres torre · b8 negres cavall · e8 negres rei · f8 negres alfil · h8 negres torre · a7 negres peó · b7 negres peó · c7 negres peó · e7 negres peó · f7 negres peó · g7 negres peó · h7 negres peó · f6 negres cavall · b4 negres dama · g4 negres alfil · c3 blanques cavall · e3 blanques alfil · f3 blanques dama · a2 blanques peó · b2 blanques peó · c2 blanques peó · g2 blanques peó · h2 blanques peó · c1 blanques rei · d1 blanques torre · f1 blanques alfil · g1 blanques cavall · h1 blanques torre | a8 negres torre · b8 negres cavall · e8 negres rei · f8 negres alfil · h8 negres torre · a7 negres peó · b7 negres peó · c7 negres peó · e7 negres peó · f7 negres peó · g7 negres peó · h7 negres peó · f6 negres cavall · b4 negres dama · g4 negres alfil · c3 blanques cavall · e3 blanques alfil · f3 blanques dama · a2 blanques peó · b2 blanques peó · c2 blanques peó · g2 blanques peó · h2 blanques peó · c1 blanques rei · d1 blanques torre · f1 blanques alfil · g1 blanques cavall · h1 blanques torre | a8 negres torre · b8 negres cavall · e8 negres rei · f8 negres alfil · h8 negres torre · a7 negres peó · b7 negres peó · c7 negres peó · e7 negres peó · f7 negres peó · g7 negres peó · h7 negres peó · f6 negres cavall · b4 negres dama · g4 negres alfil · c3 blanques cavall · e3 blanques alfil · f3 blanques dama · a2 blanques peó · b2 blanques peó · c2 blanques peó · g2 blanques peó · h2 blanques peó · c1 blanques rei · d1 blanques torre · f1 blanques alfil · g1 blanques cavall · h1 blanques torre | a8 negres torre · b8 negres cavall · e8 negres rei · f8 negres alfil · h8 negres torre · a7 negres peó · b7 negres peó · c7 negres peó · e7 negres peó · f7 negres peó · g7 negres peó · h7 negres peó · f6 negres cavall · b4 negres dama · g4 negres alfil · c3 blanques cavall · e3 blanques alfil · f3 blanques dama · a2 blanques peó · b2 blanques peó · c2 blanques peó · g2 blanques peó · h2 blanques peó · c1 blanques rei · d1 blanques torre · f1 blanques alfil · g1 blanques cavall · h1 blanques torre | a8 negres torre · b8 negres cavall · e8 negres rei · f8 negres alfil · h8 negres torre · a7 negres peó · b7 negres peó · c7 negres peó · e7 negres peó · f7 negres peó · g7 negres peó · h7 negres peó · f6 negres cavall · b4 negres dama · g4 negres alfil · c3 blanques cavall · e3 blanques alfil · f3 blanques dama · a2 blanques peó · b2 blanques peó · c2 blanques peó · g2 blanques peó · h2 blanques peó · c1 blanques rei · d1 blanques torre · f1 blanques alfil · g1 blanques cavall · h1 blanques torre | a8 negres torre · b8 negres cavall · e8 negres rei · f8 negres alfil · h8 negres torre · a7 negres peó · b7 negres peó · c7 negres peó · e7 negres peó · f7 negres peó · g7 negres peó · h7 negres peó · f6 negres cavall · b4 negres dama · g4 negres alfil · c3 blanques cavall · e3 blanques alfil · f3 blanques dama · a2 blanques peó · b2 blanques peó · c2 blanques peó · g2 blanques peó · h2 blanques peó · c1 blanques rei · d1 blanques torre · f1 blanques alfil · g1 blanques cavall · h1 blanques torre | 5 |
| 4 | a8 negres torre · b8 negres cavall · e8 negres rei · f8 negres alfil · h8 negres torre · a7 negres peó · b7 negres peó · c7 negres peó · e7 negres peó · f7 negres peó · g7 negres peó · h7 negres peó · f6 negres cavall · b4 negres dama · g4 negres alfil · c3 blanques cavall · e3 blanques alfil · f3 blanques dama · a2 blanques peó · b2 blanques peó · c2 blanques peó · g2 blanques peó · h2 blanques peó · c1 blanques rei · d1 blanques torre · f1 blanques alfil · g1 blanques cavall · h1 blanques torre | a8 negres torre · b8 negres cavall · e8 negres rei · f8 negres alfil · h8 negres torre · a7 negres peó · b7 negres peó · c7 negres peó · e7 negres peó · f7 negres peó · g7 negres peó · h7 negres peó · f6 negres cavall · b4 negres dama · g4 negres alfil · c3 blanques cavall · e3 blanques alfil · f3 blanques dama · a2 blanques peó · b2 blanques peó · c2 blanques peó · g2 blanques peó · h2 blanques peó · c1 blanques rei · d1 blanques torre · f1 blanques alfil · g1 blanques cavall · h1 blanques torre | a8 negres torre · b8 negres cavall · e8 negres rei · f8 negres alfil · h8 negres torre · a7 negres peó · b7 negres peó · c7 negres peó · e7 negres peó · f7 negres peó · g7 negres peó · h7 negres peó · f6 negres cavall · b4 negres dama · g4 negres alfil · c3 blanques cavall · e3 blanques alfil · f3 blanques dama · a2 blanques peó · b2 blanques peó · c2 blanques peó · g2 blanques peó · h2 blanques peó · c1 blanques rei · d1 blanques torre · f1 blanques alfil · g1 blanques cavall · h1 blanques torre | a8 negres torre · b8 negres cavall · e8 negres rei · f8 negres alfil · h8 negres torre · a7 negres peó · b7 negres peó · c7 negres peó · e7 negres peó · f7 negres peó · g7 negres peó · h7 negres peó · f6 negres cavall · b4 negres dama · g4 negres alfil · c3 blanques cavall · e3 blanques alfil · f3 blanques dama · a2 blanques peó · b2 blanques peó · c2 blanques peó · g2 blanques peó · h2 blanques peó · c1 blanques rei · d1 blanques torre · f1 blanques alfil · g1 blanques cavall · h1 blanques torre | a8 negres torre · b8 negres cavall · e8 negres rei · f8 negres alfil · h8 negres torre · a7 negres peó · b7 negres peó · c7 negres peó · e7 negres peó · f7 negres peó · g7 negres peó · h7 negres peó · f6 negres cavall · b4 negres dama · g4 negres alfil · c3 blanques cavall · e3 blanques alfil · f3 blanques dama · a2 blanques peó · b2 blanques peó · c2 blanques peó · g2 blanques peó · h2 blanques peó · c1 blanques rei · d1 blanques torre · f1 blanques alfil · g1 blanques cavall · h1 blanques torre | a8 negres torre · b8 negres cavall · e8 negres rei · f8 negres alfil · h8 negres torre · a7 negres peó · b7 negres peó · c7 negres peó · e7 negres peó · f7 negres peó · g7 negres peó · h7 negres peó · f6 negres cavall · b4 negres dama · g4 negres alfil · c3 blanques cavall · e3 blanques alfil · f3 blanques dama · a2 blanques peó · b2 blanques peó · c2 blanques peó · g2 blanques peó · h2 blanques peó · c1 blanques rei · d1 blanques torre · f1 blanques alfil · g1 blanques cavall · h1 blanques torre | a8 negres torre · b8 negres cavall · e8 negres rei · f8 negres alfil · h8 negres torre · a7 negres peó · b7 negres peó · c7 negres peó · e7 negres peó · f7 negres peó · g7 negres peó · h7 negres peó · f6 negres cavall · b4 negres dama · g4 negres alfil · c3 blanques cavall · e3 blanques alfil · f3 blanques dama · a2 blanques peó · b2 blanques peó · c2 blanques peó · g2 blanques peó · h2 blanques peó · c1 blanques rei · d1 blanques torre · f1 blanques alfil · g1 blanques cavall · h1 blanques torre | a8 negres torre · b8 negres cavall · e8 negres rei · f8 negres alfil · h8 negres torre · a7 negres peó · b7 negres peó · c7 negres peó · e7 negres peó · f7 negres peó · g7 negres peó · h7 negres peó · f6 negres cavall · b4 negres dama · g4 negres alfil · c3 blanques cavall · e3 blanques alfil · f3 blanques dama · a2 blanques peó · b2 blanques peó · c2 blanques peó · g2 blanques peó · h2 blanques peó · c1 blanques rei · d1 blanques torre · f1 blanques alfil · g1 blanques cavall · h1 blanques torre | 4 |
| 3 | a8 negres torre · b8 negres cavall · e8 negres rei · f8 negres alfil · h8 negres torre · a7 negres peó · b7 negres peó · c7 negres peó · e7 negres peó · f7 negres peó · g7 negres peó · h7 negres peó · f6 negres cavall · b4 negres dama · g4 negres alfil · c3 blanques cavall · e3 blanques alfil · f3 blanques dama · a2 blanques peó · b2 blanques peó · c2 blanques peó · g2 blanques peó · h2 blanques peó · c1 blanques rei · d1 blanques torre · f1 blanques alfil · g1 blanques cavall · h1 blanques torre | a8 negres torre · b8 negres cavall · e8 negres rei · f8 negres alfil · h8 negres torre · a7 negres peó · b7 negres peó · c7 negres peó · e7 negres peó · f7 negres peó · g7 negres peó · h7 negres peó · f6 negres cavall · b4 negres dama · g4 negres alfil · c3 blanques cavall · e3 blanques alfil · f3 blanques dama · a2 blanques peó · b2 blanques peó · c2 blanques peó · g2 blanques peó · h2 blanques peó · c1 blanques rei · d1 blanques torre · f1 blanques alfil · g1 blanques cavall · h1 blanques torre | a8 negres torre · b8 negres cavall · e8 negres rei · f8 negres alfil · h8 negres torre · a7 negres peó · b7 negres peó · c7 negres peó · e7 negres peó · f7 negres peó · g7 negres peó · h7 negres peó · f6 negres cavall · b4 negres dama · g4 negres alfil · c3 blanques cavall · e3 blanques alfil · f3 blanques dama · a2 blanques peó · b2 blanques peó · c2 blanques peó · g2 blanques peó · h2 blanques peó · c1 blanques rei · d1 blanques torre · f1 blanques alfil · g1 blanques cavall · h1 blanques torre | a8 negres torre · b8 negres cavall · e8 negres rei · f8 negres alfil · h8 negres torre · a7 negres peó · b7 negres peó · c7 negres peó · e7 negres peó · f7 negres peó · g7 negres peó · h7 negres peó · f6 negres cavall · b4 negres dama · g4 negres alfil · c3 blanques cavall · e3 blanques alfil · f3 blanques dama · a2 blanques peó · b2 blanques peó · c2 blanques peó · g2 blanques peó · h2 blanques peó · c1 blanques rei · d1 blanques torre · f1 blanques alfil · g1 blanques cavall · h1 blanques torre | a8 negres torre · b8 negres cavall · e8 negres rei · f8 negres alfil · h8 negres torre · a7 negres peó · b7 negres peó · c7 negres peó · e7 negres peó · f7 negres peó · g7 negres peó · h7 negres peó · f6 negres cavall · b4 negres dama · g4 negres alfil · c3 blanques cavall · e3 blanques alfil · f3 blanques dama · a2 blanques peó · b2 blanques peó · c2 blanques peó · g2 blanques peó · h2 blanques peó · c1 blanques rei · d1 blanques torre · f1 blanques alfil · g1 blanques cavall · h1 blanques torre | a8 negres torre · b8 negres cavall · e8 negres rei · f8 negres alfil · h8 negres torre · a7 negres peó · b7 negres peó · c7 negres peó · e7 negres peó · f7 negres peó · g7 negres peó · h7 negres peó · f6 negres cavall · b4 negres dama · g4 negres alfil · c3 blanques cavall · e3 blanques alfil · f3 blanques dama · a2 blanques peó · b2 blanques peó · c2 blanques peó · g2 blanques peó · h2 blanques peó · c1 blanques rei · d1 blanques torre · f1 blanques alfil · g1 blanques cavall · h1 blanques torre | a8 negres torre · b8 negres cavall · e8 negres rei · f8 negres alfil · h8 negres torre · a7 negres peó · b7 negres peó · c7 negres peó · e7 negres peó · f7 negres peó · g7 negres peó · h7 negres peó · f6 negres cavall · b4 negres dama · g4 negres alfil · c3 blanques cavall · e3 blanques alfil · f3 blanques dama · a2 blanques peó · b2 blanques peó · c2 blanques peó · g2 blanques peó · h2 blanques peó · c1 blanques rei · d1 blanques torre · f1 blanques alfil · g1 blanques cavall · h1 blanques torre | a8 negres torre · b8 negres cavall · e8 negres rei · f8 negres alfil · h8 negres torre · a7 negres peó · b7 negres peó · c7 negres peó · e7 negres peó · f7 negres peó · g7 negres peó · h7 negres peó · f6 negres cavall · b4 negres dama · g4 negres alfil · c3 blanques cavall · e3 blanques alfil · f3 blanques dama · a2 blanques peó · b2 blanques peó · c2 blanques peó · g2 blanques peó · h2 blanques peó · c1 blanques rei · d1 blanques torre · f1 blanques alfil · g1 blanques cavall · h1 blanques torre | 3 |
| 2 | a8 negres torre · b8 negres cavall · e8 negres rei · f8 negres alfil · h8 negres torre · a7 negres peó · b7 negres peó · c7 negres peó · e7 negres peó · f7 negres peó · g7 negres peó · h7 negres peó · f6 negres cavall · b4 negres dama · g4 negres alfil · c3 blanques cavall · e3 blanques alfil · f3 blanques dama · a2 blanques peó · b2 blanques peó · c2 blanques peó · g2 blanques peó · h2 blanques peó · c1 blanques rei · d1 blanques torre · f1 blanques alfil · g1 blanques cavall · h1 blanques torre | a8 negres torre · b8 negres cavall · e8 negres rei · f8 negres alfil · h8 negres torre · a7 negres peó · b7 negres peó · c7 negres peó · e7 negres peó · f7 negres peó · g7 negres peó · h7 negres peó · f6 negres cavall · b4 negres dama · g4 negres alfil · c3 blanques cavall · e3 blanques alfil · f3 blanques dama · a2 blanques peó · b2 blanques peó · c2 blanques peó · g2 blanques peó · h2 blanques peó · c1 blanques rei · d1 blanques torre · f1 blanques alfil · g1 blanques cavall · h1 blanques torre | a8 negres torre · b8 negres cavall · e8 negres rei · f8 negres alfil · h8 negres torre · a7 negres peó · b7 negres peó · c7 negres peó · e7 negres peó · f7 negres peó · g7 negres peó · h7 negres peó · f6 negres cavall · b4 negres dama · g4 negres alfil · c3 blanques cavall · e3 blanques alfil · f3 blanques dama · a2 blanques peó · b2 blanques peó · c2 blanques peó · g2 blanques peó · h2 blanques peó · c1 blanques rei · d1 blanques torre · f1 blanques alfil · g1 blanques cavall · h1 blanques torre | a8 negres torre · b8 negres cavall · e8 negres rei · f8 negres alfil · h8 negres torre · a7 negres peó · b7 negres peó · c7 negres peó · e7 negres peó · f7 negres peó · g7 negres peó · h7 negres peó · f6 negres cavall · b4 negres dama · g4 negres alfil · c3 blanques cavall · e3 blanques alfil · f3 blanques dama · a2 blanques peó · b2 blanques peó · c2 blanques peó · g2 blanques peó · h2 blanques peó · c1 blanques rei · d1 blanques torre · f1 blanques alfil · g1 blanques cavall · h1 blanques torre | a8 negres torre · b8 negres cavall · e8 negres rei · f8 negres alfil · h8 negres torre · a7 negres peó · b7 negres peó · c7 negres peó · e7 negres peó · f7 negres peó · g7 negres peó · h7 negres peó · f6 negres cavall · b4 negres dama · g4 negres alfil · c3 blanques cavall · e3 blanques alfil · f3 blanques dama · a2 blanques peó · b2 blanques peó · c2 blanques peó · g2 blanques peó · h2 blanques peó · c1 blanques rei · d1 blanques torre · f1 blanques alfil · g1 blanques cavall · h1 blanques torre | a8 negres torre · b8 negres cavall · e8 negres rei · f8 negres alfil · h8 negres torre · a7 negres peó · b7 negres peó · c7 negres peó · e7 negres peó · f7 negres peó · g7 negres peó · h7 negres peó · f6 negres cavall · b4 negres dama · g4 negres alfil · c3 blanques cavall · e3 blanques alfil · f3 blanques dama · a2 blanques peó · b2 blanques peó · c2 blanques peó · g2 blanques peó · h2 blanques peó · c1 blanques rei · d1 blanques torre · f1 blanques alfil · g1 blanques cavall · h1 blanques torre | a8 negres torre · b8 negres cavall · e8 negres rei · f8 negres alfil · h8 negres torre · a7 negres peó · b7 negres peó · c7 negres peó · e7 negres peó · f7 negres peó · g7 negres peó · h7 negres peó · f6 negres cavall · b4 negres dama · g4 negres alfil · c3 blanques cavall · e3 blanques alfil · f3 blanques dama · a2 blanques peó · b2 blanques peó · c2 blanques peó · g2 blanques peó · h2 blanques peó · c1 blanques rei · d1 blanques torre · f1 blanques alfil · g1 blanques cavall · h1 blanques torre | a8 negres torre · b8 negres cavall · e8 negres rei · f8 negres alfil · h8 negres torre · a7 negres peó · b7 negres peó · c7 negres peó · e7 negres peó · f7 negres peó · g7 negres peó · h7 negres peó · f6 negres cavall · b4 negres dama · g4 negres alfil · c3 blanques cavall · e3 blanques alfil · f3 blanques dama · a2 blanques peó · b2 blanques peó · c2 blanques peó · g2 blanques peó · h2 blanques peó · c1 blanques rei · d1 blanques torre · f1 blanques alfil · g1 blanques cavall · h1 blanques torre | 2 |
| 1 | a8 negres torre · b8 negres cavall · e8 negres rei · f8 negres alfil · h8 negres torre · a7 negres peó · b7 negres peó · c7 negres peó · e7 negres peó · f7 negres peó · g7 negres peó · h7 negres peó · f6 negres cavall · b4 negres dama · g4 negres alfil · c3 blanques cavall · e3 blanques alfil · f3 blanques dama · a2 blanques peó · b2 blanques peó · c2 blanques peó · g2 blanques peó · h2 blanques peó · c1 blanques rei · d1 blanques torre · f1 blanques alfil · g1 blanques cavall · h1 blanques torre | a8 negres torre · b8 negres cavall · e8 negres rei · f8 negres alfil · h8 negres torre · a7 negres peó · b7 negres peó · c7 negres peó · e7 negres peó · f7 negres peó · g7 negres peó · h7 negres peó · f6 negres cavall · b4 negres dama · g4 negres alfil · c3 blanques cavall · e3 blanques alfil · f3 blanques dama · a2 blanques peó · b2 blanques peó · c2 blanques peó · g2 blanques peó · h2 blanques peó · c1 blanques rei · d1 blanques torre · f1 blanques alfil · g1 blanques cavall · h1 blanques torre | a8 negres torre · b8 negres cavall · e8 negres rei · f8 negres alfil · h8 negres torre · a7 negres peó · b7 negres peó · c7 negres peó · e7 negres peó · f7 negres peó · g7 negres peó · h7 negres peó · f6 negres cavall · b4 negres dama · g4 negres alfil · c3 blanques cavall · e3 blanques alfil · f3 blanques dama · a2 blanques peó · b2 blanques peó · c2 blanques peó · g2 blanques peó · h2 blanques peó · c1 blanques rei · d1 blanques torre · f1 blanques alfil · g1 blanques cavall · h1 blanques torre | a8 negres torre · b8 negres cavall · e8 negres rei · f8 negres alfil · h8 negres torre · a7 negres peó · b7 negres peó · c7 negres peó · e7 negres peó · f7 negres peó · g7 negres peó · h7 negres peó · f6 negres cavall · b4 negres dama · g4 negres alfil · c3 blanques cavall · e3 blanques alfil · f3 blanques dama · a2 blanques peó · b2 blanques peó · c2 blanques peó · g2 blanques peó · h2 blanques peó · c1 blanques rei · d1 blanques torre · f1 blanques alfil · g1 blanques cavall · h1 blanques torre | a8 negres torre · b8 negres cavall · e8 negres rei · f8 negres alfil · h8 negres torre · a7 negres peó · b7 negres peó · c7 negres peó · e7 negres peó · f7 negres peó · g7 negres peó · h7 negres peó · f6 negres cavall · b4 negres dama · g4 negres alfil · c3 blanques cavall · e3 blanques alfil · f3 blanques dama · a2 blanques peó · b2 blanques peó · c2 blanques peó · g2 blanques peó · h2 blanques peó · c1 blanques rei · d1 blanques torre · f1 blanques alfil · g1 blanques cavall · h1 blanques torre | a8 negres torre · b8 negres cavall · e8 negres rei · f8 negres alfil · h8 negres torre · a7 negres peó · b7 negres peó · c7 negres peó · e7 negres peó · f7 negres peó · g7 negres peó · h7 negres peó · f6 negres cavall · b4 negres dama · g4 negres alfil · c3 blanques cavall · e3 blanques alfil · f3 blanques dama · a2 blanques peó · b2 blanques peó · c2 blanques peó · g2 blanques peó · h2 blanques peó · c1 blanques rei · d1 blanques torre · f1 blanques alfil · g1 blanques cavall · h1 blanques torre | a8 negres torre · b8 negres cavall · e8 negres rei · f8 negres alfil · h8 negres torre · a7 negres peó · b7 negres peó · c7 negres peó · e7 negres peó · f7 negres peó · g7 negres peó · h7 negres peó · f6 negres cavall · b4 negres dama · g4 negres alfil · c3 blanques cavall · e3 blanques alfil · f3 blanques dama · a2 blanques peó · b2 blanques peó · c2 blanques peó · g2 blanques peó · h2 blanques peó · c1 blanques rei · d1 blanques torre · f1 blanques alfil · g1 blanques cavall · h1 blanques torre | a8 negres torre · b8 negres cavall · e8 negres rei · f8 negres alfil · h8 negres torre · a7 negres peó · b7 negres peó · c7 negres peó · e7 negres peó · f7 negres peó · g7 negres peó · h7 negres peó · f6 negres cavall · b4 negres dama · g4 negres alfil · c3 blanques cavall · e3 blanques alfil · f3 blanques dama · a2 blanques peó · b2 blanques peó · c2 blanques peó · g2 blanques peó · h2 blanques peó · c1 blanques rei · d1 blanques torre · f1 blanques alfil · g1 blanques cavall · h1 blanques torre | 1 |
|   | a | b | c | d | e | f | g | h |   |

El Parany de Halosar és un parany d'obertura, dins el gambit Blackmar–Diemer. Pren el nom de Hermann Halosar, qui el va jugar en una partida contra Emile Joseph Diemer el 1934.
|  |

## Anàlisi
1. d4 d5 2. e4?!
Aquest és el començament del gambit Blackmar–Diemer.
2... dxe4 3. Cc3 Cf6 4. f3 exf3
Ara és usual fer 5.Cxf3, però capturant amb la dama les blanques ja preparen un parany (és el gambit Ryder).
5. Dxf3?! Dxd4 6. Ae3 Db4?!
Millor seria 6...Dg4. Les negres pensen que enrocar és perillós per ...Ag4, però les blanques enroquen malgrat tot.
7. 0-0-0 Ag4?? (vegeu el diagrama)
És una errada, caient així al parany.
8. Cb5!!
Les blanques amenacen escac i mat amb 9.Cxc7#. La dama de les negres no pot capturar el cavall perquè 8...Dxb5 9.Axb5+ és escac, guanyant així temps perquè la dama de les blanques s'escapi de l'amenaça de l'alfil negre de g4.
8... Ca6 9. Dxb7 De4
Les negres perden fins i tot més ràpid a Diemer–Halosar, Baden-Baden 1934, després de 9...Tc8 10.Dxa6 1–0.
10. Dxa6 Dxe3+
Pitjor és 10...Axd1 11.Rxd1 Td8+ 12.Ad2 i les blanques guanyen, per exemple 12...Cg4 13.Cxc7+ Rd7 14.Dxa7.
11. Rb1 Dc5 (diagrama) 
|   | a | b | c | d | e | f | g | h |   |
| 8 | a8 negres torre · e8 negres rei · f8 negres alfil · h8 negres torre · a7 negres peó · c7 negres peó · e7 negres peó · f7 negres peó · g7 negres peó · h7 negres peó · a6 blanques dama · f6 negres cavall · b5 blanques cavall · c5 negres dama · g4 negres alfil · a2 blanques peó · b2 blanques peó · c2 blanques peó · g2 blanques peó · h2 blanques peó · b1 blanques rei · d1 blanques torre · f1 blanques alfil · g1 blanques cavall · h1 blanques torre | a8 negres torre · e8 negres rei · f8 negres alfil · h8 negres torre · a7 negres peó · c7 negres peó · e7 negres peó · f7 negres peó · g7 negres peó · h7 negres peó · a6 blanques dama · f6 negres cavall · b5 blanques cavall · c5 negres dama · g4 negres alfil · a2 blanques peó · b2 blanques peó · c2 blanques peó · g2 blanques peó · h2 blanques peó · b1 blanques rei · d1 blanques torre · f1 blanques alfil · g1 blanques cavall · h1 blanques torre | a8 negres torre · e8 negres rei · f8 negres alfil · h8 negres torre · a7 negres peó · c7 negres peó · e7 negres peó · f7 negres peó · g7 negres peó · h7 negres peó · a6 blanques dama · f6 negres cavall · b5 blanques cavall · c5 negres dama · g4 negres alfil · a2 blanques peó · b2 blanques peó · c2 blanques peó · g2 blanques peó · h2 blanques peó · b1 blanques rei · d1 blanques torre · f1 blanques alfil · g1 blanques cavall · h1 blanques torre | a8 negres torre · e8 negres rei · f8 negres alfil · h8 negres torre · a7 negres peó · c7 negres peó · e7 negres peó · f7 negres peó · g7 negres peó · h7 negres peó · a6 blanques dama · f6 negres cavall · b5 blanques cavall · c5 negres dama · g4 negres alfil · a2 blanques peó · b2 blanques peó · c2 blanques peó · g2 blanques peó · h2 blanques peó · b1 blanques rei · d1 blanques torre · f1 blanques alfil · g1 blanques cavall · h1 blanques torre | a8 negres torre · e8 negres rei · f8 negres alfil · h8 negres torre · a7 negres peó · c7 negres peó · e7 negres peó · f7 negres peó · g7 negres peó · h7 negres peó · a6 blanques dama · f6 negres cavall · b5 blanques cavall · c5 negres dama · g4 negres alfil · a2 blanques peó · b2 blanques peó · c2 blanques peó · g2 blanques peó · h2 blanques peó · b1 blanques rei · d1 blanques torre · f1 blanques alfil · g1 blanques cavall · h1 blanques torre | a8 negres torre · e8 negres rei · f8 negres alfil · h8 negres torre · a7 negres peó · c7 negres peó · e7 negres peó · f7 negres peó · g7 negres peó · h7 negres peó · a6 blanques dama · f6 negres cavall · b5 blanques cavall · c5 negres dama · g4 negres alfil · a2 blanques peó · b2 blanques peó · c2 blanques peó · g2 blanques peó · h2 blanques peó · b1 blanques rei · d1 blanques torre · f1 blanques alfil · g1 blanques cavall · h1 blanques torre | a8 negres torre · e8 negres rei · f8 negres alfil · h8 negres torre · a7 negres peó · c7 negres peó · e7 negres peó · f7 negres peó · g7 negres peó · h7 negres peó · a6 blanques dama · f6 negres cavall · b5 blanques cavall · c5 negres dama · g4 negres alfil · a2 blanques peó · b2 blanques peó · c2 blanques peó · g2 blanques peó · h2 blanques peó · b1 blanques rei · d1 blanques torre · f1 blanques alfil · g1 blanques cavall · h1 blanques torre | a8 negres torre · e8 negres rei · f8 negres alfil · h8 negres torre · a7 negres peó · c7 negres peó · e7 negres peó · f7 negres peó · g7 negres peó · h7 negres peó · a6 blanques dama · f6 negres cavall · b5 blanques cavall · c5 negres dama · g4 negres alfil · a2 blanques peó · b2 blanques peó · c2 blanques peó · g2 blanques peó · h2 blanques peó · b1 blanques rei · d1 blanques torre · f1 blanques alfil · g1 blanques cavall · h1 blanques torre | 8 |
| 7 | a8 negres torre · e8 negres rei · f8 negres alfil · h8 negres torre · a7 negres peó · c7 negres peó · e7 negres peó · f7 negres peó · g7 negres peó · h7 negres peó · a6 blanques dama · f6 negres cavall · b5 blanques cavall · c5 negres dama · g4 negres alfil · a2 blanques peó · b2 blanques peó · c2 blanques peó · g2 blanques peó · h2 blanques peó · b1 blanques rei · d1 blanques torre · f1 blanques alfil · g1 blanques cavall · h1 blanques torre | a8 negres torre · e8 negres rei · f8 negres alfil · h8 negres torre · a7 negres peó · c7 negres peó · e7 negres peó · f7 negres peó · g7 negres peó · h7 negres peó · a6 blanques dama · f6 negres cavall · b5 blanques cavall · c5 negres dama · g4 negres alfil · a2 blanques peó · b2 blanques peó · c2 blanques peó · g2 blanques peó · h2 blanques peó · b1 blanques rei · d1 blanques torre · f1 blanques alfil · g1 blanques cavall · h1 blanques torre | a8 negres torre · e8 negres rei · f8 negres alfil · h8 negres torre · a7 negres peó · c7 negres peó · e7 negres peó · f7 negres peó · g7 negres peó · h7 negres peó · a6 blanques dama · f6 negres cavall · b5 blanques cavall · c5 negres dama · g4 negres alfil · a2 blanques peó · b2 blanques peó · c2 blanques peó · g2 blanques peó · h2 blanques peó · b1 blanques rei · d1 blanques torre · f1 blanques alfil · g1 blanques cavall · h1 blanques torre | a8 negres torre · e8 negres rei · f8 negres alfil · h8 negres torre · a7 negres peó · c7 negres peó · e7 negres peó · f7 negres peó · g7 negres peó · h7 negres peó · a6 blanques dama · f6 negres cavall · b5 blanques cavall · c5 negres dama · g4 negres alfil · a2 blanques peó · b2 blanques peó · c2 blanques peó · g2 blanques peó · h2 blanques peó · b1 blanques rei · d1 blanques torre · f1 blanques alfil · g1 blanques cavall · h1 blanques torre | a8 negres torre · e8 negres rei · f8 negres alfil · h8 negres torre · a7 negres peó · c7 negres peó · e7 negres peó · f7 negres peó · g7 negres peó · h7 negres peó · a6 blanques dama · f6 negres cavall · b5 blanques cavall · c5 negres dama · g4 negres alfil · a2 blanques peó · b2 blanques peó · c2 blanques peó · g2 blanques peó · h2 blanques peó · b1 blanques rei · d1 blanques torre · f1 blanques alfil · g1 blanques cavall · h1 blanques torre | a8 negres torre · e8 negres rei · f8 negres alfil · h8 negres torre · a7 negres peó · c7 negres peó · e7 negres peó · f7 negres peó · g7 negres peó · h7 negres peó · a6 blanques dama · f6 negres cavall · b5 blanques cavall · c5 negres dama · g4 negres alfil · a2 blanques peó · b2 blanques peó · c2 blanques peó · g2 blanques peó · h2 blanques peó · b1 blanques rei · d1 blanques torre · f1 blanques alfil · g1 blanques cavall · h1 blanques torre | a8 negres torre · e8 negres rei · f8 negres alfil · h8 negres torre · a7 negres peó · c7 negres peó · e7 negres peó · f7 negres peó · g7 negres peó · h7 negres peó · a6 blanques dama · f6 negres cavall · b5 blanques cavall · c5 negres dama · g4 negres alfil · a2 blanques peó · b2 blanques peó · c2 blanques peó · g2 blanques peó · h2 blanques peó · b1 blanques rei · d1 blanques torre · f1 blanques alfil · g1 blanques cavall · h1 blanques torre | a8 negres torre · e8 negres rei · f8 negres alfil · h8 negres torre · a7 negres peó · c7 negres peó · e7 negres peó · f7 negres peó · g7 negres peó · h7 negres peó · a6 blanques dama · f6 negres cavall · b5 blanques cavall · c5 negres dama · g4 negres alfil · a2 blanques peó · b2 blanques peó · c2 blanques peó · g2 blanques peó · h2 blanques peó · b1 blanques rei · d1 blanques torre · f1 blanques alfil · g1 blanques cavall · h1 blanques torre | 7 |
| 6 | a8 negres torre · e8 negres rei · f8 negres alfil · h8 negres torre · a7 negres peó · c7 negres peó · e7 negres peó · f7 negres peó · g7 negres peó · h7 negres peó · a6 blanques dama · f6 negres cavall · b5 blanques cavall · c5 negres dama · g4 negres alfil · a2 blanques peó · b2 blanques peó · c2 blanques peó · g2 blanques peó · h2 blanques peó · b1 blanques rei · d1 blanques torre · f1 blanques alfil · g1 blanques cavall · h1 blanques torre | a8 negres torre · e8 negres rei · f8 negres alfil · h8 negres torre · a7 negres peó · c7 negres peó · e7 negres peó · f7 negres peó · g7 negres peó · h7 negres peó · a6 blanques dama · f6 negres cavall · b5 blanques cavall · c5 negres dama · g4 negres alfil · a2 blanques peó · b2 blanques peó · c2 blanques peó · g2 blanques peó · h2 blanques peó · b1 blanques rei · d1 blanques torre · f1 blanques alfil · g1 blanques cavall · h1 blanques torre | a8 negres torre · e8 negres rei · f8 negres alfil · h8 negres torre · a7 negres peó · c7 negres peó · e7 negres peó · f7 negres peó · g7 negres peó · h7 negres peó · a6 blanques dama · f6 negres cavall · b5 blanques cavall · c5 negres dama · g4 negres alfil · a2 blanques peó · b2 blanques peó · c2 blanques peó · g2 blanques peó · h2 blanques peó · b1 blanques rei · d1 blanques torre · f1 blanques alfil · g1 blanques cavall · h1 blanques torre | a8 negres torre · e8 negres rei · f8 negres alfil · h8 negres torre · a7 negres peó · c7 negres peó · e7 negres peó · f7 negres peó · g7 negres peó · h7 negres peó · a6 blanques dama · f6 negres cavall · b5 blanques cavall · c5 negres dama · g4 negres alfil · a2 blanques peó · b2 blanques peó · c2 blanques peó · g2 blanques peó · h2 blanques peó · b1 blanques rei · d1 blanques torre · f1 blanques alfil · g1 blanques cavall · h1 blanques torre | a8 negres torre · e8 negres rei · f8 negres alfil · h8 negres torre · a7 negres peó · c7 negres peó · e7 negres peó · f7 negres peó · g7 negres peó · h7 negres peó · a6 blanques dama · f6 negres cavall · b5 blanques cavall · c5 negres dama · g4 negres alfil · a2 blanques peó · b2 blanques peó · c2 blanques peó · g2 blanques peó · h2 blanques peó · b1 blanques rei · d1 blanques torre · f1 blanques alfil · g1 blanques cavall · h1 blanques torre | a8 negres torre · e8 negres rei · f8 negres alfil · h8 negres torre · a7 negres peó · c7 negres peó · e7 negres peó · f7 negres peó · g7 negres peó · h7 negres peó · a6 blanques dama · f6 negres cavall · b5 blanques cavall · c5 negres dama · g4 negres alfil · a2 blanques peó · b2 blanques peó · c2 blanques peó · g2 blanques peó · h2 blanques peó · b1 blanques rei · d1 blanques torre · f1 blanques alfil · g1 blanques cavall · h1 blanques torre | a8 negres torre · e8 negres rei · f8 negres alfil · h8 negres torre · a7 negres peó · c7 negres peó · e7 negres peó · f7 negres peó · g7 negres peó · h7 negres peó · a6 blanques dama · f6 negres cavall · b5 blanques cavall · c5 negres dama · g4 negres alfil · a2 blanques peó · b2 blanques peó · c2 blanques peó · g2 blanques peó · h2 blanques peó · b1 blanques rei · d1 blanques torre · f1 blanques alfil · g1 blanques cavall · h1 blanques torre | a8 negres torre · e8 negres rei · f8 negres alfil · h8 negres torre · a7 negres peó · c7 negres peó · e7 negres peó · f7 negres peó · g7 negres peó · h7 negres peó · a6 blanques dama · f6 negres cavall · b5 blanques cavall · c5 negres dama · g4 negres alfil · a2 blanques peó · b2 blanques peó · c2 blanques peó · g2 blanques peó · h2 blanques peó · b1 blanques rei · d1 blanques torre · f1 blanques alfil · g1 blanques cavall · h1 blanques torre | 6 |
| 5 | a8 negres torre · e8 negres rei · f8 negres alfil · h8 negres torre · a7 negres peó · c7 negres peó · e7 negres peó · f7 negres peó · g7 negres peó · h7 negres peó · a6 blanques dama · f6 negres cavall · b5 blanques cavall · c5 negres dama · g4 negres alfil · a2 blanques peó · b2 blanques peó · c2 blanques peó · g2 blanques peó · h2 blanques peó · b1 blanques rei · d1 blanques torre · f1 blanques alfil · g1 blanques cavall · h1 blanques torre | a8 negres torre · e8 negres rei · f8 negres alfil · h8 negres torre · a7 negres peó · c7 negres peó · e7 negres peó · f7 negres peó · g7 negres peó · h7 negres peó · a6 blanques dama · f6 negres cavall · b5 blanques cavall · c5 negres dama · g4 negres alfil · a2 blanques peó · b2 blanques peó · c2 blanques peó · g2 blanques peó · h2 blanques peó · b1 blanques rei · d1 blanques torre · f1 blanques alfil · g1 blanques cavall · h1 blanques torre | a8 negres torre · e8 negres rei · f8 negres alfil · h8 negres torre · a7 negres peó · c7 negres peó · e7 negres peó · f7 negres peó · g7 negres peó · h7 negres peó · a6 blanques dama · f6 negres cavall · b5 blanques cavall · c5 negres dama · g4 negres alfil · a2 blanques peó · b2 blanques peó · c2 blanques peó · g2 blanques peó · h2 blanques peó · b1 blanques rei · d1 blanques torre · f1 blanques alfil · g1 blanques cavall · h1 blanques torre | a8 negres torre · e8 negres rei · f8 negres alfil · h8 negres torre · a7 negres peó · c7 negres peó · e7 negres peó · f7 negres peó · g7 negres peó · h7 negres peó · a6 blanques dama · f6 negres cavall · b5 blanques cavall · c5 negres dama · g4 negres alfil · a2 blanques peó · b2 blanques peó · c2 blanques peó · g2 blanques peó · h2 blanques peó · b1 blanques rei · d1 blanques torre · f1 blanques alfil · g1 blanques cavall · h1 blanques torre | a8 negres torre · e8 negres rei · f8 negres alfil · h8 negres torre · a7 negres peó · c7 negres peó · e7 negres peó · f7 negres peó · g7 negres peó · h7 negres peó · a6 blanques dama · f6 negres cavall · b5 blanques cavall · c5 negres dama · g4 negres alfil · a2 blanques peó · b2 blanques peó · c2 blanques peó · g2 blanques peó · h2 blanques peó · b1 blanques rei · d1 blanques torre · f1 blanques alfil · g1 blanques cavall · h1 blanques torre | a8 negres torre · e8 negres rei · f8 negres alfil · h8 negres torre · a7 negres peó · c7 negres peó · e7 negres peó · f7 negres peó · g7 negres peó · h7 negres peó · a6 blanques dama · f6 negres cavall · b5 blanques cavall · c5 negres dama · g4 negres alfil · a2 blanques peó · b2 blanques peó · c2 blanques peó · g2 blanques peó · h2 blanques peó · b1 blanques rei · d1 blanques torre · f1 blanques alfil · g1 blanques cavall · h1 blanques torre | a8 negres torre · e8 negres rei · f8 negres alfil · h8 negres torre · a7 negres peó · c7 negres peó · e7 negres peó · f7 negres peó · g7 negres peó · h7 negres peó · a6 blanques dama · f6 negres cavall · b5 blanques cavall · c5 negres dama · g4 negres alfil · a2 blanques peó · b2 blanques peó · c2 blanques peó · g2 blanques peó · h2 blanques peó · b1 blanques rei · d1 blanques torre · f1 blanques alfil · g1 blanques cavall · h1 blanques torre | a8 negres torre · e8 negres rei · f8 negres alfil · h8 negres torre · a7 negres peó · c7 negres peó · e7 negres peó · f7 negres peó · g7 negres peó · h7 negres peó · a6 blanques dama · f6 negres cavall · b5 blanques cavall · c5 negres dama · g4 negres alfil · a2 blanques peó · b2 blanques peó · c2 blanques peó · g2 blanques peó · h2 blanques peó · b1 blanques rei · d1 blanques torre · f1 blanques alfil · g1 blanques cavall · h1 blanques torre | 5 |
| 4 | a8 negres torre · e8 negres rei · f8 negres alfil · h8 negres torre · a7 negres peó · c7 negres peó · e7 negres peó · f7 negres peó · g7 negres peó · h7 negres peó · a6 blanques dama · f6 negres cavall · b5 blanques cavall · c5 negres dama · g4 negres alfil · a2 blanques peó · b2 blanques peó · c2 blanques peó · g2 blanques peó · h2 blanques peó · b1 blanques rei · d1 blanques torre · f1 blanques alfil · g1 blanques cavall · h1 blanques torre | a8 negres torre · e8 negres rei · f8 negres alfil · h8 negres torre · a7 negres peó · c7 negres peó · e7 negres peó · f7 negres peó · g7 negres peó · h7 negres peó · a6 blanques dama · f6 negres cavall · b5 blanques cavall · c5 negres dama · g4 negres alfil · a2 blanques peó · b2 blanques peó · c2 blanques peó · g2 blanques peó · h2 blanques peó · b1 blanques rei · d1 blanques torre · f1 blanques alfil · g1 blanques cavall · h1 blanques torre | a8 negres torre · e8 negres rei · f8 negres alfil · h8 negres torre · a7 negres peó · c7 negres peó · e7 negres peó · f7 negres peó · g7 negres peó · h7 negres peó · a6 blanques dama · f6 negres cavall · b5 blanques cavall · c5 negres dama · g4 negres alfil · a2 blanques peó · b2 blanques peó · c2 blanques peó · g2 blanques peó · h2 blanques peó · b1 blanques rei · d1 blanques torre · f1 blanques alfil · g1 blanques cavall · h1 blanques torre | a8 negres torre · e8 negres rei · f8 negres alfil · h8 negres torre · a7 negres peó · c7 negres peó · e7 negres peó · f7 negres peó · g7 negres peó · h7 negres peó · a6 blanques dama · f6 negres cavall · b5 blanques cavall · c5 negres dama · g4 negres alfil · a2 blanques peó · b2 blanques peó · c2 blanques peó · g2 blanques peó · h2 blanques peó · b1 blanques rei · d1 blanques torre · f1 blanques alfil · g1 blanques cavall · h1 blanques torre | a8 negres torre · e8 negres rei · f8 negres alfil · h8 negres torre · a7 negres peó · c7 negres peó · e7 negres peó · f7 negres peó · g7 negres peó · h7 negres peó · a6 blanques dama · f6 negres cavall · b5 blanques cavall · c5 negres dama · g4 negres alfil · a2 blanques peó · b2 blanques peó · c2 blanques peó · g2 blanques peó · h2 blanques peó · b1 blanques rei · d1 blanques torre · f1 blanques alfil · g1 blanques cavall · h1 blanques torre | a8 negres torre · e8 negres rei · f8 negres alfil · h8 negres torre · a7 negres peó · c7 negres peó · e7 negres peó · f7 negres peó · g7 negres peó · h7 negres peó · a6 blanques dama · f6 negres cavall · b5 blanques cavall · c5 negres dama · g4 negres alfil · a2 blanques peó · b2 blanques peó · c2 blanques peó · g2 blanques peó · h2 blanques peó · b1 blanques rei · d1 blanques torre · f1 blanques alfil · g1 blanques cavall · h1 blanques torre | a8 negres torre · e8 negres rei · f8 negres alfil · h8 negres torre · a7 negres peó · c7 negres peó · e7 negres peó · f7 negres peó · g7 negres peó · h7 negres peó · a6 blanques dama · f6 negres cavall · b5 blanques cavall · c5 negres dama · g4 negres alfil · a2 blanques peó · b2 blanques peó · c2 blanques peó · g2 blanques peó · h2 blanques peó · b1 blanques rei · d1 blanques torre · f1 blanques alfil · g1 blanques cavall · h1 blanques torre | a8 negres torre · e8 negres rei · f8 negres alfil · h8 negres torre · a7 negres peó · c7 negres peó · e7 negres peó · f7 negres peó · g7 negres peó · h7 negres peó · a6 blanques dama · f6 negres cavall · b5 blanques cavall · c5 negres dama · g4 negres alfil · a2 blanques peó · b2 blanques peó · c2 blanques peó · g2 blanques peó · h2 blanques peó · b1 blanques rei · d1 blanques torre · f1 blanques alfil · g1 blanques cavall · h1 blanques torre | 4 |
| 3 | a8 negres torre · e8 negres rei · f8 negres alfil · h8 negres torre · a7 negres peó · c7 negres peó · e7 negres peó · f7 negres peó · g7 negres peó · h7 negres peó · a6 blanques dama · f6 negres cavall · b5 blanques cavall · c5 negres dama · g4 negres alfil · a2 blanques peó · b2 blanques peó · c2 blanques peó · g2 blanques peó · h2 blanques peó · b1 blanques rei · d1 blanques torre · f1 blanques alfil · g1 blanques cavall · h1 blanques torre | a8 negres torre · e8 negres rei · f8 negres alfil · h8 negres torre · a7 negres peó · c7 negres peó · e7 negres peó · f7 negres peó · g7 negres peó · h7 negres peó · a6 blanques dama · f6 negres cavall · b5 blanques cavall · c5 negres dama · g4 negres alfil · a2 blanques peó · b2 blanques peó · c2 blanques peó · g2 blanques peó · h2 blanques peó · b1 blanques rei · d1 blanques torre · f1 blanques alfil · g1 blanques cavall · h1 blanques torre | a8 negres torre · e8 negres rei · f8 negres alfil · h8 negres torre · a7 negres peó · c7 negres peó · e7 negres peó · f7 negres peó · g7 negres peó · h7 negres peó · a6 blanques dama · f6 negres cavall · b5 blanques cavall · c5 negres dama · g4 negres alfil · a2 blanques peó · b2 blanques peó · c2 blanques peó · g2 blanques peó · h2 blanques peó · b1 blanques rei · d1 blanques torre · f1 blanques alfil · g1 blanques cavall · h1 blanques torre | a8 negres torre · e8 negres rei · f8 negres alfil · h8 negres torre · a7 negres peó · c7 negres peó · e7 negres peó · f7 negres peó · g7 negres peó · h7 negres peó · a6 blanques dama · f6 negres cavall · b5 blanques cavall · c5 negres dama · g4 negres alfil · a2 blanques peó · b2 blanques peó · c2 blanques peó · g2 blanques peó · h2 blanques peó · b1 blanques rei · d1 blanques torre · f1 blanques alfil · g1 blanques cavall · h1 blanques torre | a8 negres torre · e8 negres rei · f8 negres alfil · h8 negres torre · a7 negres peó · c7 negres peó · e7 negres peó · f7 negres peó · g7 negres peó · h7 negres peó · a6 blanques dama · f6 negres cavall · b5 blanques cavall · c5 negres dama · g4 negres alfil · a2 blanques peó · b2 blanques peó · c2 blanques peó · g2 blanques peó · h2 blanques peó · b1 blanques rei · d1 blanques torre · f1 blanques alfil · g1 blanques cavall · h1 blanques torre | a8 negres torre · e8 negres rei · f8 negres alfil · h8 negres torre · a7 negres peó · c7 negres peó · e7 negres peó · f7 negres peó · g7 negres peó · h7 negres peó · a6 blanques dama · f6 negres cavall · b5 blanques cavall · c5 negres dama · g4 negres alfil · a2 blanques peó · b2 blanques peó · c2 blanques peó · g2 blanques peó · h2 blanques peó · b1 blanques rei · d1 blanques torre · f1 blanques alfil · g1 blanques cavall · h1 blanques torre | a8 negres torre · e8 negres rei · f8 negres alfil · h8 negres torre · a7 negres peó · c7 negres peó · e7 negres peó · f7 negres peó · g7 negres peó · h7 negres peó · a6 blanques dama · f6 negres cavall · b5 blanques cavall · c5 negres dama · g4 negres alfil · a2 blanques peó · b2 blanques peó · c2 blanques peó · g2 blanques peó · h2 blanques peó · b1 blanques rei · d1 blanques torre · f1 blanques alfil · g1 blanques cavall · h1 blanques torre | a8 negres torre · e8 negres rei · f8 negres alfil · h8 negres torre · a7 negres peó · c7 negres peó · e7 negres peó · f7 negres peó · g7 negres peó · h7 negres peó · a6 blanques dama · f6 negres cavall · b5 blanques cavall · c5 negres dama · g4 negres alfil · a2 blanques peó · b2 blanques peó · c2 blanques peó · g2 blanques peó · h2 blanques peó · b1 blanques rei · d1 blanques torre · f1 blanques alfil · g1 blanques cavall · h1 blanques torre | 3 |
| 2 | a8 negres torre · e8 negres rei · f8 negres alfil · h8 negres torre · a7 negres peó · c7 negres peó · e7 negres peó · f7 negres peó · g7 negres peó · h7 negres peó · a6 blanques dama · f6 negres cavall · b5 blanques cavall · c5 negres dama · g4 negres alfil · a2 blanques peó · b2 blanques peó · c2 blanques peó · g2 blanques peó · h2 blanques peó · b1 blanques rei · d1 blanques torre · f1 blanques alfil · g1 blanques cavall · h1 blanques torre | a8 negres torre · e8 negres rei · f8 negres alfil · h8 negres torre · a7 negres peó · c7 negres peó · e7 negres peó · f7 negres peó · g7 negres peó · h7 negres peó · a6 blanques dama · f6 negres cavall · b5 blanques cavall · c5 negres dama · g4 negres alfil · a2 blanques peó · b2 blanques peó · c2 blanques peó · g2 blanques peó · h2 blanques peó · b1 blanques rei · d1 blanques torre · f1 blanques alfil · g1 blanques cavall · h1 blanques torre | a8 negres torre · e8 negres rei · f8 negres alfil · h8 negres torre · a7 negres peó · c7 negres peó · e7 negres peó · f7 negres peó · g7 negres peó · h7 negres peó · a6 blanques dama · f6 negres cavall · b5 blanques cavall · c5 negres dama · g4 negres alfil · a2 blanques peó · b2 blanques peó · c2 blanques peó · g2 blanques peó · h2 blanques peó · b1 blanques rei · d1 blanques torre · f1 blanques alfil · g1 blanques cavall · h1 blanques torre | a8 negres torre · e8 negres rei · f8 negres alfil · h8 negres torre · a7 negres peó · c7 negres peó · e7 negres peó · f7 negres peó · g7 negres peó · h7 negres peó · a6 blanques dama · f6 negres cavall · b5 blanques cavall · c5 negres dama · g4 negres alfil · a2 blanques peó · b2 blanques peó · c2 blanques peó · g2 blanques peó · h2 blanques peó · b1 blanques rei · d1 blanques torre · f1 blanques alfil · g1 blanques cavall · h1 blanques torre | a8 negres torre · e8 negres rei · f8 negres alfil · h8 negres torre · a7 negres peó · c7 negres peó · e7 negres peó · f7 negres peó · g7 negres peó · h7 negres peó · a6 blanques dama · f6 negres cavall · b5 blanques cavall · c5 negres dama · g4 negres alfil · a2 blanques peó · b2 blanques peó · c2 blanques peó · g2 blanques peó · h2 blanques peó · b1 blanques rei · d1 blanques torre · f1 blanques alfil · g1 blanques cavall · h1 blanques torre | a8 negres torre · e8 negres rei · f8 negres alfil · h8 negres torre · a7 negres peó · c7 negres peó · e7 negres peó · f7 negres peó · g7 negres peó · h7 negres peó · a6 blanques dama · f6 negres cavall · b5 blanques cavall · c5 negres dama · g4 negres alfil · a2 blanques peó · b2 blanques peó · c2 blanques peó · g2 blanques peó · h2 blanques peó · b1 blanques rei · d1 blanques torre · f1 blanques alfil · g1 blanques cavall · h1 blanques torre | a8 negres torre · e8 negres rei · f8 negres alfil · h8 negres torre · a7 negres peó · c7 negres peó · e7 negres peó · f7 negres peó · g7 negres peó · h7 negres peó · a6 blanques dama · f6 negres cavall · b5 blanques cavall · c5 negres dama · g4 negres alfil · a2 blanques peó · b2 blanques peó · c2 blanques peó · g2 blanques peó · h2 blanques peó · b1 blanques rei · d1 blanques torre · f1 blanques alfil · g1 blanques cavall · h1 blanques torre | a8 negres torre · e8 negres rei · f8 negres alfil · h8 negres torre · a7 negres peó · c7 negres peó · e7 negres peó · f7 negres peó · g7 negres peó · h7 negres peó · a6 blanques dama · f6 negres cavall · b5 blanques cavall · c5 negres dama · g4 negres alfil · a2 blanques peó · b2 blanques peó · c2 blanques peó · g2 blanques peó · h2 blanques peó · b1 blanques rei · d1 blanques torre · f1 blanques alfil · g1 blanques cavall · h1 blanques torre | 2 |
| 1 | a8 negres torre · e8 negres rei · f8 negres alfil · h8 negres torre · a7 negres peó · c7 negres peó · e7 negres peó · f7 negres peó · g7 negres peó · h7 negres peó · a6 blanques dama · f6 negres cavall · b5 blanques cavall · c5 negres dama · g4 negres alfil · a2 blanques peó · b2 blanques peó · c2 blanques peó · g2 blanques peó · h2 blanques peó · b1 blanques rei · d1 blanques torre · f1 blanques alfil · g1 blanques cavall · h1 blanques torre | a8 negres torre · e8 negres rei · f8 negres alfil · h8 negres torre · a7 negres peó · c7 negres peó · e7 negres peó · f7 negres peó · g7 negres peó · h7 negres peó · a6 blanques dama · f6 negres cavall · b5 blanques cavall · c5 negres dama · g4 negres alfil · a2 blanques peó · b2 blanques peó · c2 blanques peó · g2 blanques peó · h2 blanques peó · b1 blanques rei · d1 blanques torre · f1 blanques alfil · g1 blanques cavall · h1 blanques torre | a8 negres torre · e8 negres rei · f8 negres alfil · h8 negres torre · a7 negres peó · c7 negres peó · e7 negres peó · f7 negres peó · g7 negres peó · h7 negres peó · a6 blanques dama · f6 negres cavall · b5 blanques cavall · c5 negres dama · g4 negres alfil · a2 blanques peó · b2 blanques peó · c2 blanques peó · g2 blanques peó · h2 blanques peó · b1 blanques rei · d1 blanques torre · f1 blanques alfil · g1 blanques cavall · h1 blanques torre | a8 negres torre · e8 negres rei · f8 negres alfil · h8 negres torre · a7 negres peó · c7 negres peó · e7 negres peó · f7 negres peó · g7 negres peó · h7 negres peó · a6 blanques dama · f6 negres cavall · b5 blanques cavall · c5 negres dama · g4 negres alfil · a2 blanques peó · b2 blanques peó · c2 blanques peó · g2 blanques peó · h2 blanques peó · b1 blanques rei · d1 blanques torre · f1 blanques alfil · g1 blanques cavall · h1 blanques torre | a8 negres torre · e8 negres rei · f8 negres alfil · h8 negres torre · a7 negres peó · c7 negres peó · e7 negres peó · f7 negres peó · g7 negres peó · h7 negres peó · a6 blanques dama · f6 negres cavall · b5 blanques cavall · c5 negres dama · g4 negres alfil · a2 blanques peó · b2 blanques peó · c2 blanques peó · g2 blanques peó · h2 blanques peó · b1 blanques rei · d1 blanques torre · f1 blanques alfil · g1 blanques cavall · h1 blanques torre | a8 negres torre · e8 negres rei · f8 negres alfil · h8 negres torre · a7 negres peó · c7 negres peó · e7 negres peó · f7 negres peó · g7 negres peó · h7 negres peó · a6 blanques dama · f6 negres cavall · b5 blanques cavall · c5 negres dama · g4 negres alfil · a2 blanques peó · b2 blanques peó · c2 blanques peó · g2 blanques peó · h2 blanques peó · b1 blanques rei · d1 blanques torre · f1 blanques alfil · g1 blanques cavall · h1 blanques torre | a8 negres torre · e8 negres rei · f8 negres alfil · h8 negres torre · a7 negres peó · c7 negres peó · e7 negres peó · f7 negres peó · g7 negres peó · h7 negres peó · a6 blanques dama · f6 negres cavall · b5 blanques cavall · c5 negres dama · g4 negres alfil · a2 blanques peó · b2 blanques peó · c2 blanques peó · g2 blanques peó · h2 blanques peó · b1 blanques rei · d1 blanques torre · f1 blanques alfil · g1 blanques cavall · h1 blanques torre | a8 negres torre · e8 negres rei · f8 negres alfil · h8 negres torre · a7 negres peó · c7 negres peó · e7 negres peó · f7 negres peó · g7 negres peó · h7 negres peó · a6 blanques dama · f6 negres cavall · b5 blanques cavall · c5 negres dama · g4 negres alfil · a2 blanques peó · b2 blanques peó · c2 blanques peó · g2 blanques peó · h2 blanques peó · b1 blanques rei · d1 blanques torre · f1 blanques alfil · g1 blanques cavall · h1 blanques torre | 1 |
|   | a | b | c | d | e | f | g | h |   |

12. Cf3
L'amenaça de les blanques 13.Db7 es guanya el peó de torre per força. Amb material i un peó passat les blanques tenen suficient advantatge per guanyar (Burgess). Fins i tot sembla més forta 12.Db7! amb la idea 12...Axd1 13.Dxa8+ Rd7 14.Cc3 i les blanques tenen un atac guanyador.